# Ochando (Segovia)
Ochando es una localidad del municipio de Santa María la Real de Nieva en la provincia de Segovia, en el territorio de la Campiña Segoviana, en la comunidad autónoma de Castilla y León, España.
A una distancia de 27 km de Segovia, la capital provincial, fue un municipio independiente hasta 1965, cuando se integró en Santa María la Real de Nieva.

## Geografía

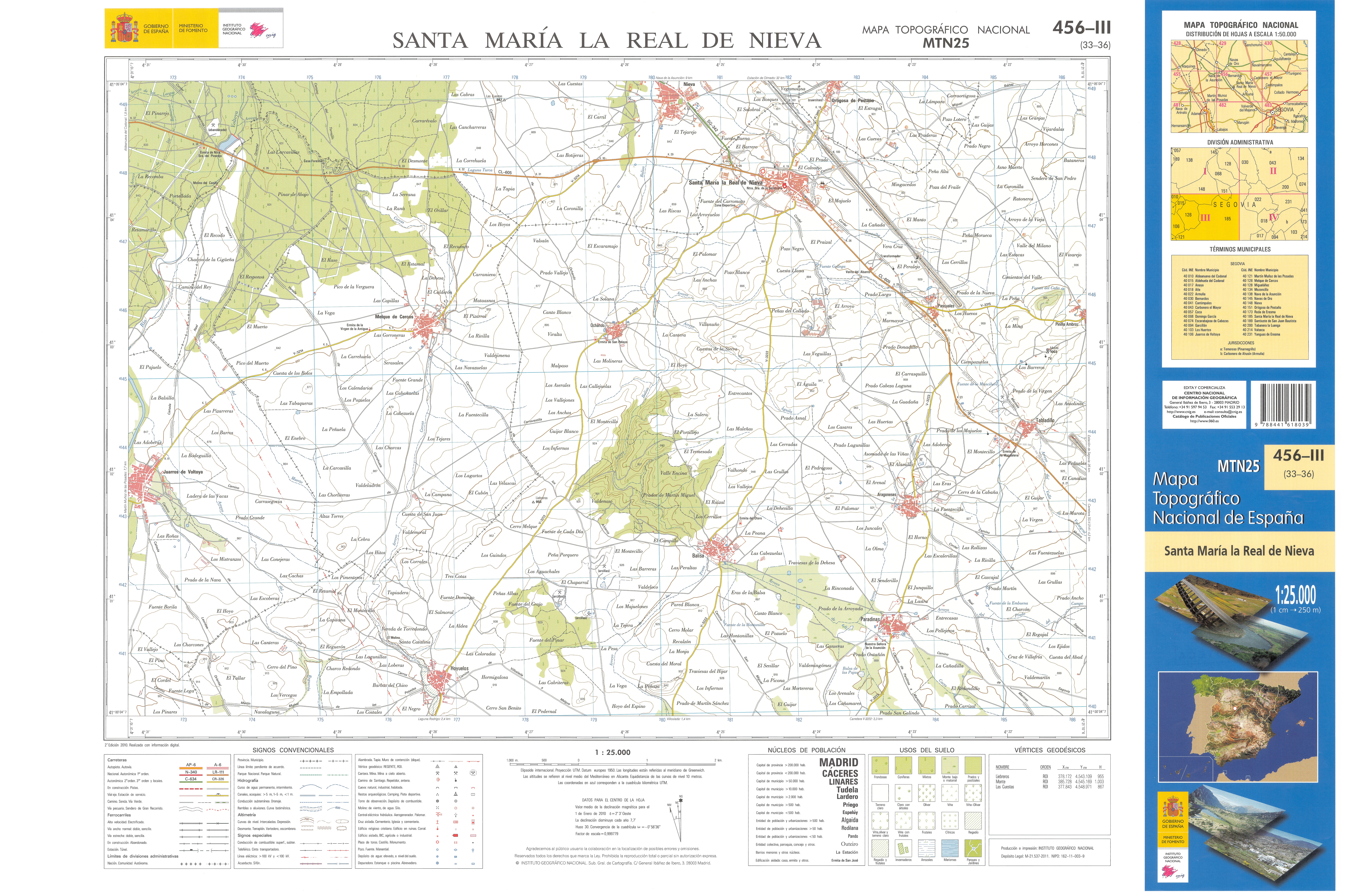
Fragmento 0456c3 de la hoja 457 del Mapa Topográfico Nacional de España de 2010 en el que se representa a Ochando

El núcleo se sitúa en plena Campiña Segoviana a una distancia de 27 km de Segovia, 3 de Santa María la Real de Nieva y 4 de Pascuales. La localidad es atravesada por la carretera local SG-V-3213 que permite la comunicación con la SG-V-3222 en Santa María la Real de Nieva donde se encuentra la CL-605 y con la SG-322 en Muñopedro.
Cuenta con una zona de humedales que incluye a la Charca de Ochando rodeando al oeste su casco urbano y varios metros al este se sitúa el Arroyo Balisa, afluente del río Voltoya. La mayoría de su término local se compone de campos abiertos aunque existe una zona más boscosa al sur.
| Noroeste: Santa María la Real de Nieva y Melque de Cercos | Norte: Santa María la Real de Nieva | Noreste: Pascuales y Santa María la Real de Nieva |
| Oeste: Melque de Cercos                                   |                                     | Este: Aragoneses y Pascuales                      |
| Suroeste: Melque de Cercos y Balisa                       | Sur: Balisa                         | Sureste: Balisa y Aragoneses                      |

## Historia
Fue fundado o repoblado durante la Reconquista a expensas de la Comunidad de Ciudad y Tierra de Segovia, quedando encuadrado desde entonces dentro de su Sexmo de la Trinidad, al que pertenece desde entonces.
Según el Censo de la Sal de 1631, contaba con 17 vecinos, es decir, unidades familiares.
Después del censo de 1857 se une a Pascuales como su anejo pero a partir de 1860 se traslada la capital municipal desde allí a este núcleo, quedando desde entonces Pascuales como el anejo de Ochando.
El 25 de marzo de 1965 el municipio de Ochando, incluyendo a su pedanía, se integraría en Santa María la Real de Nieva.
En la actualidad, y tras sufrir un gran éxodo rural que en el último siglo redujo en más de diez veces su población, lucha contra la despoblación y dejadez institucional, que entre otras cosas se traduce en la ausencia de agua corriente potable dada la contaminación de los acuíferos por purines.

## Geografía humana

### Demografía
| Gráfica de evolución demográfica de Ochando entre 1842 y 1960 |
| |
| Población de derecho según los censos de población del INE Población de hecho según los censos de población del INEEntre el censo de 1857 y el anterior, este municipio desaparece porque se integra en el municipio de Pascuales Entre el censo de 1877 y el anterior, aparece este municipio porque el anterior cambia de nombre al pasar la prelacía municipal de Pascuales a Ochando Entre el censo de 1970 y el anterior, este municipio desaparece porque se integra en el municipio de Santa María la Real de Nieva |

| 279           | 49 | 48 | 43 | 48 | 47 | 37 | 36 | 42 | 44 | 40 | 38 | 32 |
| (Fuente: INE) |    |    |    |    |    |    |    |    |    |    |    |    |

## Cultura

### Patrimonio
- Grabados rupestres, situados principalmente en el paraje de Los Arroyuelos, junto al camino rupestre que parte de la carretera SG-V-3213, unión de la localidad con Santa María, a la derecha antes del pinarejo. Las pinturas están dispersas por varias rocas de pizarra con figuras humanas, animales y símbolos
- Charca de Ochando, entorno de relevancia ecológica que cuenta con diferentes aves autóctonas y migratorias como patos, cisnes, acuáticas, etc. Cuenta además con elementos de recreo.
- Entorno natural de Los Arroyuelos.
- Iglesia de San Clemente Mártir, edificio de origen románico, combina estos vestigios con distintos elementos mudéjares añadidos en el siglo XVIII durante una reforma barroca, alternando el uso de mampostería, ladrillo y sillares de granito reforzando las esquinas. Cuenta con nave con torre de dos cuerpos junto a la cabecera y tiene su acceso en el sur. Existe también una cruz a pocos metros de la puerta.
- Ermita de San Pelayo, sita junto al cementerio, contiene un retablo con trampantojo de San Pelayo, escultura con gran devoción local.[11][12][13][14][15]

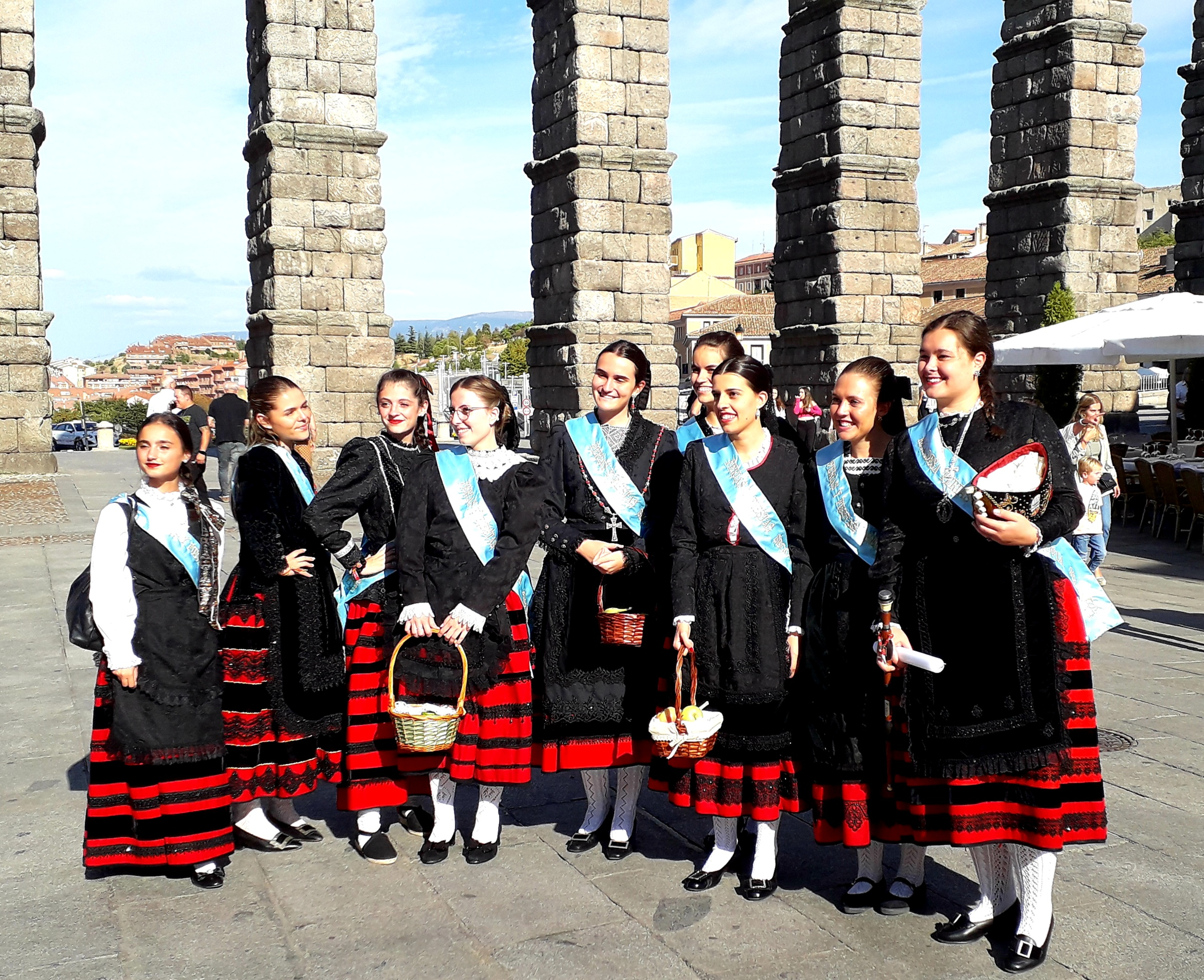
Traje tradicional segoviano vestido por las locales para festeja Santa Águeda

### Fiestas
- Santa Águeda, el 5 y 6 de febrero, cuenta con una Misa dominical y procesión de mujeres con traje típico bailando jotas en el recorrido delante de la imagen.
- San Clemente, el último sábado de noviembre sobre el 23 de noviembre.
- San Pelayo, el primer sábado de junio, es el patrón de la juventud.[15][16][17]